# Surchan-daria
Surchan-daria (uzb. Surxondaryo) – rzeka w południowo-wschodnim Uzbekistanie, prawy dopływ Amu-darii. Jej długość wynosi 175 km, a dorzecze zajmuje powierzchnię 3510 km².
Powstaje z połączenia rzek Karotog (Qoratagʻ) i Toʻpatangdaryo u południowych podnóży Gór Hisarskich. Na rzece znajduje się zbiornik Janubiy Surxon.